# Maçã do Amor (telenovela)
Maçã do Amor é uma telenovela brasileira produzida e exibida pela Band entre 9 de maio e 8 de setembro de 1983 às 18h30, em 90 capítulos, substituindo Campeão e encerrando a dramatugia do canal naquele momento. Foi escrita por Wilson Aguiar Filho, com colaboração de Alex Polari, sob direção de Kito Junqueira e Álvaro Fugulin e direção geral de Roberto Talma.
Conta com Yoná Magalhães, Rubens de Falco, Norma Blum, Jonas Mello, Nair Bello, Paulo Betti, Wanda Stefânia e D'Artagnan Júnior nos papéis principais.

## Enredo
Aos 40 anos Lia cria forças pra pedir o divórcio de Mário, um malandro que não quer saber de trabalho, e realizar seu sonho de montar um restaurante. Porém o filho caçula, Chico-Tico, começa a apresentar sintomas de uma rara doença neurológica que causa lapsos, e ela recorre à ajuda do médico Paulo, por quem se apaixona, embora enfrente a condessa Lilian, que sempre gostou dele.
Enquanto isso Mário se envolve com Filomena, uma cômica italiana que vive enlouquecendo com as aventuras amorosas do filho mulherengo, Nicola, o grande amor da vida de Heleninha. Ainda as confusões criadas por Astrides para realizar o sonho de desfilar na escola de samba Mangueira.

## Produção

### Início
Maçã do Amor foi uma telenovela brasileira produzida e exibida pela Band (antigamente TV Bandeirantes) em 1983. Escrito por Wilson Aguiar Filho, o autor do sucesso Os Imigrantes e com colaboração de Alex Polari, a trama foi desenvolvida para reativar a dramaturgia da emissora no horário nobre (inicialmente às 18h e depois consolidada às 19h).
A concepção da novela, segundo o autor Wilson Aguiar Filho, buscava trazer uma proposta "leve" para agradar tanto crianças quanto adultos, evitando os "ganchos" dramáticos comuns das telenovelas da época. O enredo central girava em torno de um casal com três filhos que se separa, e a trama abordava uma condição fictícia e rara chamada "ausência", uma deficiência mental que provocava períodos de esquecimento em dois dos filhos do casal.
A produção da novela começou a ser anunciada em março de 1983. As gravações foram inicialmente previstas para "a semana seguinte" a 6 de março do mesmo ano, e posteriormente confirmado que os trabalhos teriam efetivo início em abril do mesmo ano.

### Elenco
O elenco da novela contava com diversos nomes de destaque da televisão brasileira na época: Nicole Puzzi (papel da Roberta Cardoso), Rubens de Falco (interpretando um "duplo papel": Paulo Cardoso, um médico desquitado e pai de Roberta, e Daniel Azevedo, um escritor de sucesso no exterior), Paulo Betti (papel de Edson), Wanda Stefânia (papel da Heleninha Oliveira), Ricardo Blat (papel de Maurício Torres), Nair Bello (papel da Filomena Mora), Raymundo de Souza (papel de Michel), Jonas Mello (papel de Mário Barreto), Yoná Magalhães (papel da Lia Barreto), Martha Mellinger (papel da Vera Torres), Alexandre Raymundo (papel de Chico-Tico Barreto) e Sadi Cabral (mencionado como um veterano ator na época da estreia, e o papel de Seu Oliveira).

### Direção
A direção de Maçã do Amor ficou a cargo de Álvaro Fugulin e Kito Junqueira. A novela marcou a estreia de Kito Junqueira na direção de teledramaturgia, após 12 anos de carreira como ator de teatro e televisão — ele era conhecido, por seu papel como Mateus na novela Ninho da Serpente (1982). A entrada de Junqueira na equipe da Bandeirantes foi incentivada pelo também diretor Roberto Talma (ex-diretor da Globo), que via nele uma oportunidade de "injetar sangue novo" entre os diretores de TV.

### Exibição
A estreia de Maçã do Amor passou por diversas previsões antes de sua data final. Inicialmente, a novela estava programada para ir ao ar no "início de abril de 1983". Essa expectativa foi mantida por um período, com a estreia sendo anunciada para o "mês de abril", no horário das 19h.
No entanto, a data de lançamento foi jornal pela Bandeirantes. A estreia foi postergada para maio de 1983, com a novela programada para substituir Campeão no horário das 19h. Uma previsão mais específica apontava a estreia para "meados de maio" daquele ano. A estreia oficial de Maçã do Amor foi confirmada para o dia 9 de maio de 1983, às 19h, no lugar no Campeão.

## Elenco
| Ator/Atriz         | Personagem             |
| ------------------ | ---------------------- |
| Yoná Magalhães     | Lia Barreto            |
| Rubens de Falco    | Dr. Paulo Cardoso      |
| Rubens de Falco    | Daniel Cardoso         |
| Norma Blum         | Condessa Lílian Ávilla |
| Jonas Mello        | Mário Barreto          |
| Nair Bello         | Filomena Mora          |
| Wanda Stefânia     | Heleninha Oliveira     |
| D'Artagnan Júnior  | Nicola Mora            |
| Paulo Betti        | Edson                  |
| Nicole Puzzi       | Roberta Cardoso        |
| John Herbert       | Rocco                  |
| Neusa Borges       | Astrides de Souza      |
| Carminha Brandão   | Sueli Cardoso          |
| Edgard Franco      | Adolfo Torres          |
| Elizabeth Gasper   | Marlene Torres         |
| Martha Mellinger   | Vera Torres            |
| Ricardo Blat       | Maurício Torres        |
| Sadi Cabral        | Seu Oliveira           |
| João Acaiabe       | Osmar                  |
| Guadalupe          | Lavínia Barreto        |
| Thaia Perez        | Margô Oliveira         |
| Raymundo de Souza  | Michel                 |
| Carmem Marinho     | Vivi                   |
| Débora Patrícia    | Juliana                |
| Alexandre Raymundo | Chico-Tico Barreto     |
| Afonso Nigro       | Vicente                |
| Paulo Roberto      | Manequinho de Souza    |

### Participações especiais
| Ator/Atriz              | Personagem |
| ----------------------- | ---------- |
| Walter Forster          | Donald     |
| Rita de Cássia Bergamin | Sandra     |
| Rosilda Maria Lima      | Celi       |
| Wanderley de Barros     | Walter     |

## Trilha sonora
Maçã do Amor – Trilha Sonora Original Nacional é a trilha sonora da telenovela brasileira de mesmo nome, lançado em junho de 1983 pela gravadora RCA através do selo Disco Ban (o selo fonográfico da Band) em LP e cassete, conta com direção musical de Cayon Gadia e produção musical de Elvio Bombardi.
O álbum é composto por canções interpretadas pelos artistas da música brasileira (MPB) com Beth Carvalho, Martinho da Vila, Joanna, Trio Los Angeles, Márcio Greyck, Altemar Dutra, grupo feminino As Frenéticas, Dudu França, Carlos Dafé, Guadalupe, Diana Pequeno e Vinícius Cantuária, que embalaram as cenas da novela evocando temas de complexidade do amor e do romance, que perpassa a paixão intensa, a sedução, a saudade, a desilusão e a constância do afeto, o cotidiano e as relações humanas, retratando a vida diária, a busca por satisfação e a resiliência, os sonhos e aspirações, inspirando a força interior para superar obstáculos, a vulnerabilidade e a carência, explorando as fragilidades emocionais e a solidão, e a alegria e a celebração, que trazem leveza, otimismo e um senso de empoderamento, refletindo as diversas camadas da trama.
Lista de faixas
| Lado A |                          |                                     |                  |         |  |
| N.º    | Título                   | Compositor(es)                      | Artista(s)       | Duração |  |
| 1.     | "Força da Imaginação"    | D. Ivone Lara Caetano Veloso [ 12 ] | Beth Carvalho    | 3:12    |  |
| 2.     | "Festa Pros Olhos"       | Zé Catimba Martinho da Vila         | Martinho da Vila | 3:28    |  |
| 3.     | "Poucas Palavras"        | Joanna Sarah Benchimol              | Joanna           | 3:30    |  |
| 4.     | "Fica Tudo Bem (9 to 5)" | D. Parton Verta                     | Los Angeles      | 3:19    |  |
| 5.     | "Cama Vazia"             | Eduardo Lages Paulo Sérgio Valle    | Márcio Greyck    | 3:14    |  |
| 6.     | "Manias"                 | Celso Cavalcanti Flávio Cavalcanti  | Altemar Dutra    | 2:36    |  |

| Lado B |                                            |                                       |                    |         |  |
| N.º    | Título                                     | Compositor(es)                        | Artista(s)         | Duração |  |
| 7.     | "Você Escolheu o Errado o Seu Super Herói" | Aguilar Thomaz Brum Go Dekinha [ 12 ] | As Frenéticas      | 3:06    |  |
| 8.     | "Vem que Tem"                              | Eduardo França Elzo Augusto           | Dudu França        | 3:45    |  |
| 9.     | "Minhas Carências"                         | Carlos Dafé Toninho Lemos             | Carlos Dafé        | 3:37    |  |
| 10.    | "Maçã do Amor" (Tema de abertura)          | Dominguinhos Climério                 | Guadalupe          | 3:04    |  |
| 11.    | "Amor de Índio"                            | Beto Guedes Ronaldo Bastos            | Diana Pequeno      | 4:51    |  |
| 12.    | "Você Todo Dia"                            | Vinícius Cantuária                    | Vinícius Cantuária | 3:02    |  |